# PGC 22435
LEDA/PGC 22435 ist eine Spiralgalaxie vom Hubble-Typ Sa mit aktivem Galaxienkern im Sternbild Zwillinge auf der Ekliptik, die schätzungsweise 373 Millionen Lichtjahre von der Milchstraße entfernt ist. Vermutlich bildet sie gemeinsam mit IC 485 ein gravitativ gebundenes Galaxienpaar.

Im selben Himmelsareal befinden sich u. a. die Galaxien NGC 2490, NGC 2492, IC 484, IC 486.